# Mike Day
Pour les articles homonymes, voir Day.
Michael « Mike  » Day (né le 9 octobre 1984 à Tarzana en Californie) est un coureur cycliste américain, spécialiste du BMX.
Il a notamment remporté la médaille d'argent aux Jeux olympiques à Pékin en 2008 et obtenu trois médailles aux mondiaux entre 2005 et 2009.

## Palmarès en BMX

### Jeux olympiques
- Pékin 2008
  -  Médaillé d'argent du BMX

### Championnats du monde
- Paris 2005
  -  Médaillé d'argent du BMX
- São Paulo 2006
  -  Médaillé de bronze du BMX
- Adélaïde 2009
  -  Médaillé d'argent du BMX

### Coupe du monde
- 2004 : 2e du classement général, podium sur la manche de Stallion Springs
- 2006 : 3e du classement général
- 2007 : 4e du classement général, vainqueur de la manche de Salt Lake City
- 2008 : 4e du classement général, podium sur la manche de Salt Lake City
- 2009 : 16e du classement général
- 2011 : 23e du classement général
- 2012 : 9e du classement général